# Free State Stars Football Club
O Free State Stars Football Club é um clube de futebol sul-africano com sede em Bethlehem, em Free State. A equipe compete na Campeonato Sul-Africano de Futebol (PSL).

## História
O clube foi fundado em 1977, na pequena vila de Makwane, só chegando a primeira divisão em 1986.